# 226th Combat Communications Group

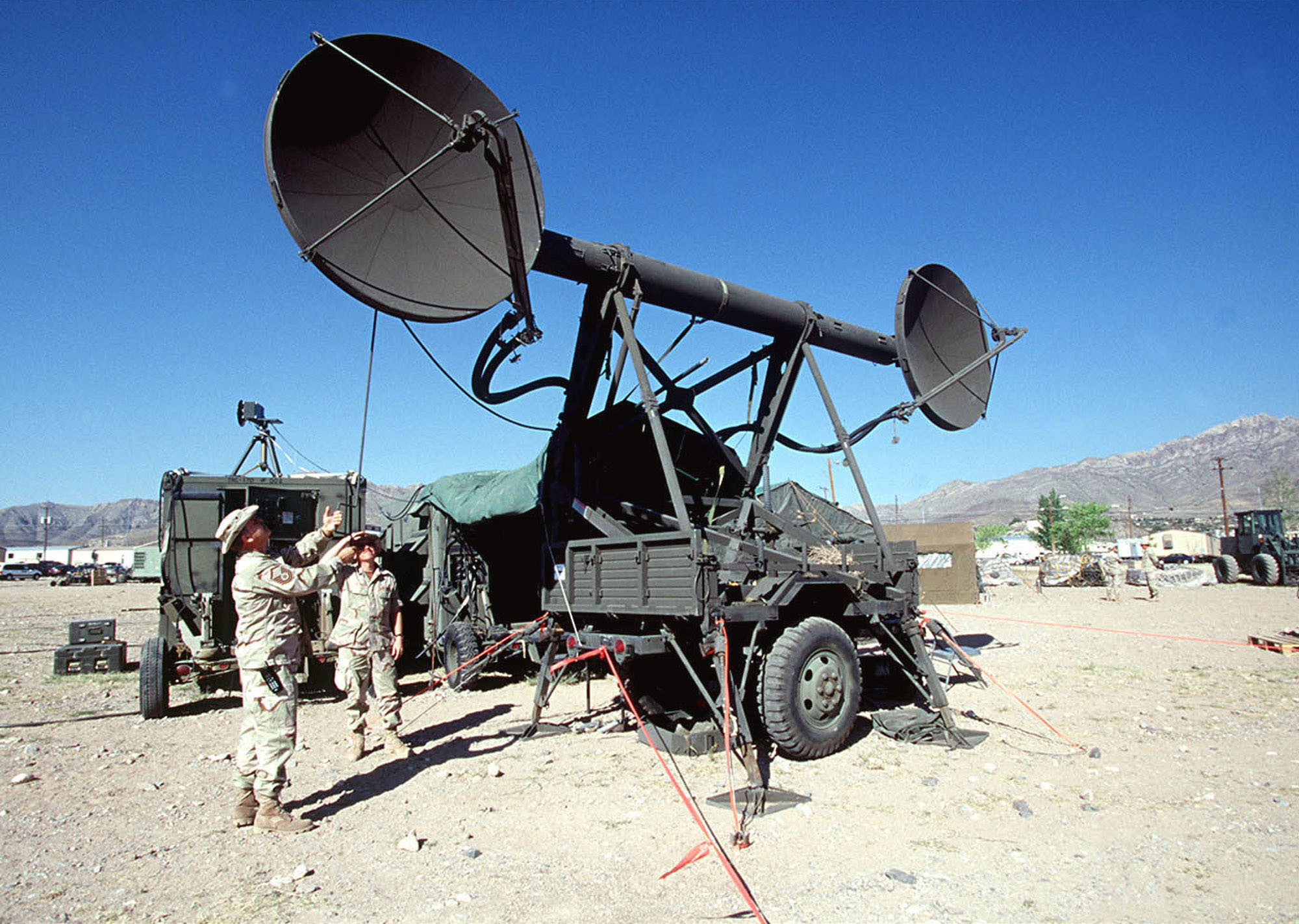
AN/TRC-170 Wideband System

Il 226th Combat Communications Group è un gruppo di comunicazioni militari della Alabama Air National Guard. Riporta direttamente all'Air Combat Command quando attivato per il servizio federale. Il suo quartier generale è situato presso la Montgomery.

## Organizzazione
Attualmente, al settembre 2024, esso controlla:
- 156th Combat Communications Squadron – Muñiz Air National Guard Base, Carolina, Puerto Rico
- 224th Joint Communications Support Squadron – Brunswick ANGS, Brunswick, Georgia
- 232d Combat Communications Squadron – Abston ANGS, Montgomery, Alabama
- 263d Combat Communications Squadron – New London ANGS, New London, North Carolina
- 265th Combat Communications Squadron – South Portland ANGS, South Portland, Maine
- 269th Combat Communications Squadron – Springfield ANGS, Springfield, Ohio
- 271st Combat Communications Squadron – Fort Indiantown Gap, Annville, Pennsylvania
- 280th Special Operations Communications Squadron – Dothan Regional Airport ANGS, Dothan, Alabama
- 282d Combat Communications Squadron – North Smithfield ANGS, North Smithfield, Rhode Island
- 283d Combat Communications Squadron – Dobbins ARB, Georgia
- 290th Joint Communications Support Squadron – MacDill AFB, Florida